# Гепфінген
Гепфінген (нім. Höpfingen) — громада в Німеччині, знаходиться в землі Баден-Вюртемберг. Підпорядковується адміністративному округу Карлсруе. Входить до складу району Неккар-Оденвальд.
Площа — 30,47 км2. Населення становить 2968 ос. (станом на 31 грудня 2020).